# Club Atlético Libertad de San Carlos
O Club Atlético Libertad de San Carlos, mais conhecido por Libertad SC, é um clube uruguaio de futebol fundado em 1931, e situado na cidade de San Carlos, no sudeste do país.
Manda seus jogos no Estadio Álvaro Pérez, em San Carlos, cuja capacidade é de 3.200 torcedores.
Participa da Liga Mayor de Fútbol de Maldonado, filiada à OFI (Organización del Fútbol del Interior).